# The Desert's Price
The Desert's Price er en amerikansk stumfilm fra 1925 instrueret af W. S. Van Dyke.

## Medvirkende
- Buck Jones som Wils McCann
- Florence Gilbert som Julia
- Edna Marion som Nora
- Ernest Butterworth som Phil
- Arthur Housman som Tom Martin
- Montagu Love som Jim Martin
- Carl Stockdale som Gitner
- Harry Dunkinson
- Henry Armetta som Shepherd